# 스탠다드데커
스탠다드데커는 하이데커에 비해 버스의 높이가 낮은 버스를 가리킨다. 스텐다드데커로 분류되는 버스는 일반버스에 들어가는 경우가 많다.

## 특징
스탠다드데커는 하이데커로 분류되는 버스와는 달리 버스의 높이가 낮아 전망에는 하이데커보다 제약이 있지만 대신 버스의 가격은 더 싸다는 장점이 있다. 스탠다드데커로 분류되는 버스는 대체적으로 하이데커급으로 분류되는 버스에 비해 화물칸의 면적이 적으며 바닥의 높이가 낮은 특징이 있다. 버스의 길이도 하이데커로 분류되는 버스에 비해서 대체적으로 짧지만 유니버스 프라임은 하이데커와 동일한 길이의 12M를 가지며 뉴그랜버드 블루스카이는 오히려 하이데커로 분류되는 버스보다도 길이가 길은 12.5M의 길이와 같이 예외적인 버스들도 있다. 동종의 버스에서는 하이데커급의 버스에 비해 급수가 낮다. 스탠다드데커의 용도는 광역버스, 시외버스, 관광버스가 있다. 현재 대한민국에서 만드는 스탠다드데커급의 버스는 KIA자동차의 뉴그랜버드 그린필드, 뉴그랜버드 파크웨이, 뉴그랜버드 블루스카이, 현대자동차의 유니버스 엘레강스, 유니버스 프라임, 대우자동차의 FX116, FX120이 있다.

## 같이 보기
- 버스
- 상용차
- 하이데커
- 광역버스
- 시외버스
- 관광버스